# Achi (Nagano)
Achi (jap. 阿智村 Achi-mura) – wieś w Japonii, na wyspie Honsiu, w prefekturze Nagano. Według danych na rok 2020 miejscowość zamieszkiwało 6 068 mieszkańców , a gęstość zaludnienia wyniosła 28,3 os./km².